# Restio peculiaris
Restio peculiaris är en gräsväxtart som beskrevs av Esterh. Restio peculiaris ingår i släktet Restio och familjen Restionaceae. Inga underarter finns listade i Catalogue of Life.